# Warhammer 40,000: Dawn of War
Warhammer 40,000: Dawn of War (укр. Warhammer 40,000: Світанок Війни) — відеогра, стратегія в реальному часі, розроблена студією Relic Entertainment на основі настільного варгейму Warhammer 40,000 студії Games Workshop. Видана в 2004 компанією  THQ Canada. У наступні роки були випущені доповнення: Warhammer 40,000: Dawn of War - Winter Assault, Warhammer 40,000: Dawn of War - Dark Crusade і Warhammer 40,000: Dawn of War - Soulstorm. 2009 року вийшла перша гра нової серії Warhammer 40,000: Dawn of War II, частково пов'язана з оригінальною серією, але механікою ближча до настільного прототипу.
Вихід гри сприяв значній популяризації настільного варгейму Warhammer 40,000. Станом на 2013 рік Warhammer 40,000: Dawn of War разом з доповненнями була продана обсягом 7 млн примірників.

## Ігровий процес

Приклад ігрового процесу: Космодесант атакує базу противника

### Основи
Як і в більшості інших RTS, гравцеві дається можливість збирати ресурси і витрачати їх на будівництво своєї бази, розвиток технологій, модернізацію військ та проводити бої з ворогами. Особливістю боїв тут є наявність критичних і стратегічних точок на карті, що приносять ресурси і відповідно визначають перевагу тієї чи іншої сторони конфлікту.
У розпорядженні гравця в режимі кампанії перебуває армія Космодесантників ордену Кривавих Воронів, з яким гравець може пройти всі 11 сюжетних місій. У режимі «сутички» (скірмішу) та багатокористувацької гри також доступні армії інших рас.
Для гри в багатокористувацькому режимі передбачена можливість створювати власні колірні схеми армій, як данина розфарбовування мініатюр у настільній Warhammer 40,000. Незадокументованою можливістю є додавання власних текстур і прапорів армій.

### Розвиток бази
На початку гри гравець володіє штабом (HQ, Headquarter) та будівельником (в деяких рас будівельники також можуть брати участь в бою). Більшість будівель можна розгорнути тільки у визначеному радіусі навколо штабу. Різні їх види слугують для добування ресурсів, замовлення військ, проведення досліджень вдосконалень і оборони.
В штабі можна замовити більше будівельників, початкові війська, і впроваджувати деякі вдосконалення. Гравець вказує будівельнику яку будівлю слід створити, а також місце, де її слід розташувати. Процес будівництва потребує часу і ресурсів. Кілька одночасно зайнятих будівельників виконують роботу швидше.
Розбудова бази відбувається за принципом дерева технологій: одні будівлі відкривають доступ до інших, відкриваючи також в старих нові можливості та війська.
Пошкоджені будівлі можна відремонтувати, давши таку команду будівельникам. Ремонт не потребує ресурсів та може тривати в той час як будівля зазнає атаки. Це ж стосується і техніки.

### Керування військами
Всі війська належать до якогось із типів (Командир, Піхота, Важка піхота, Бронетехніка, Споруда, Демон) і володіють різною ефективністю проти інших. В грі реалізовано командування відразу загонами. Тобто, наприклад, група з 6-и Космодесантників неподільна і всі накази віддаються цілком всьому загону, а не кожному юніту окремо. Винятком є спеціальні (і потужніші) юніти, такі як техніка чи командири. В той же час юніти в загоні мають кожен свій запас здоров'я та можуть володіти різним озброєнням. Майже на кожен загін чи окремий юніт можливо виділити додаткове озброєння (обладнання), яке робить його ефективним проти певного типу ворожих військ.
В грі реалізована механіка поповнення загонів прямо на полі бою. Коли від загону залишається хоча б один боєць, можна відновити цей загін без необхідності повернення на базу (поповнення вимагає як ресурсів, так і часу). Загін при цьому втрачає видане раніше додаткове озброєння. Максимум доступних військ збільшується проведенням відповідних досліджень або зведенням спеціальних споруд.
Майже кожен юніт має такий параметр, як бойовий дух. Що він нижчий, то менш ефективно юніт бореться. Зменшується він від тривалих перестрілок і у випадку чисельної переваги ворожих військ, але поза боєм чи з використанням здібностей командирів піднімається.
Війська здатні користуватися елементами ландшафту для укриття. Існують легке укриття, сильне укриття, і «непідходяще», коли, наприклад, юніти стоять в низині, відкриті для обстрілу. Деякі види військ ігнорують невеликі елементи ландшафту чи можуть їх долати шляхом перельоту або телепортації.

### Ресурси
Видобуток ресурсів являє собою захоплення та володіння спеціальними точками, які є невичерпними джерелами ресурсу «вплив», та будівництво генераторів, які дають енергію. Існують Звичайні і Критичні точки, що різняться кількістю генерованих ресурсів і тим, що на Критичних неможливо звести оборонні споруди. Споруди на Стратегічних точках не лише ускладнюють їх захоплення ворогом, а й збільшують добування ресурсів та можуть бути додатково вдосконалені. На Сховищах шлаків можна будувати потужніші генератори енергії. Спеціальні Релікварні точки відкривають доступ до найсильніших юнітів. Орки використовують свій додатковий ресурс «Waagh!».

### Ігрові раси
Юніти та багато їхніх здібностей перенесено до відеогри з настільної Warhammer 40,000. Втім, їхні характеристики, значення на полі бою тощо, змінено згідно відеоігрової механіки.
Космічний десант (Космодесант) — організація бійців для боротьби з особливими загрозами людству, заснована в давнину Імператором людства за образом і подобою його «синів» і воєначальників — примархів. Це вдосконалені генетично та імплантатами люди, найсильніші воїни Імперіуму людства. Володіють сильною фізично та морально стійкою піхотою, однаково ефективною в ближньому й дальньому бою. На високому технологічному рівні здатні перекидати війська від Центру орбітального зв'язку в будь-яке місце, а також викликати підкріплення з орбіти. Зворотним боком є низька швидкість піхоти та її висока вартість. Бойова техніка також дорога та повільна. У грі представлені орденом Кривавих Воронів. Герої: бібліарій Ісадор, командир Габріель Ангелос.
Війська: Сервітор; Скаути, Тактичні Космодесантники, Штурмові Космодесантники, Апотекарій, Термінатори, Штурмові Термінатори; Командир, Бібліарій; БМП «Носоріг», Спідер Ленда, Дредноут, «Смерч», Танк «Хижак»; Рейдер Ленда.
Космічні Десантники Хаосу — зрадники і відступники Космодесанту, які потрапили під згубний вплив богів Хаосу. Мають багато еквівалентів військ звичайного Космодесанту, але їхні ролі на полі бою задані жорсткіше: деякі війська глибше спеціалізовані на дальньому бою, інші на ближньому. Також мають унікальних юнітів, зокрема демонів і одержимих десантників, доступних на високому рівні розвитку бази. На найвищому технологічному рівні демони прикликаються прямо на поле бою. Брак деяких технологій Космодесанту компенсують магічними здатностями. В грі представлені Альфа-легіоном. Герої: лорд Бейл, чаклун Сіндрі Мур.
Війська: Єретик; Культисти, Космодесантники Хаосу, «Хижаки», «Кошмари», Одержимі, Знищувачі; Лорд Хаосу, Чаклун Хаосу; «Носоріг» Хаосу, «Осквернитель», Танк «Хижак» Хаосу, Спраглий до крові; Князь Демонів.
Орки — величезні зеленошкірі варвари, що живуть задля війни. Їхня піхота дешевша й чисельніша, ніж у інших рас, і більш орієнтована на ближній бій. Користуються порівняно примітивними технологіями, складеними з брухту. Бойова техніка доволі швидка, проте вразлива. Використовують, окрім інших, власний ресурс «Waaagh!», який додатково впливає на боєздатність і отримується з веж-тотемів. Окремі бійці порівняно слабкі та боягузливі, та що в більші загони збираються орки, то зростає їхня сила та бойовий дух. Мова орків у грі та відповідно назви юнітів, є спотвореною англійською. Герой — вождь Оркамунґус.
Війська: Гретчини; Слаґґа-Бойзи, Шута-Бойзи, Штормбойзи, Танк-бустази, Ноби, Схиблений Док; Варбосс, Великий Мек; Вартрукк, Вартрак, Кілла Кен, Вкрадений танк «Леман Расс»; Сквіґґот.
Елдари — древня вимираюча раса, технології якої перевершують технології решти. Елдари спеціалізуються на дистанційному бою і швидких нападах/відступах, їхні війська слабші в ближньому бою за відповідники інших рас. Виняток становить найсильніший юніт, Аватар Кхейна, що навпаки є стійким потужним бійцем ближнього бою. Ролі на полі бою в їхніх бійців задані дуже жорстко, тому вимагають продуманої взаємодії. В них найбільше спеціальних здібностей, задіюваних у специфічних ситуаціях. Бойовий дух елдарів дуже високий, але зазнає суттєвих втрат, якщо Аватар Кхейна загине. За допомогою побудованих в різних місцях Брам можуть телепортувати та приховувати війська й споруди. В грі представлені елдарами світу-корабля Бієль-Тан. Герої: ясновидяча Маха (англ. Macha), Всевидюча рада.
Війська: Співець кості; Стражі, Рейнджери, Виючі Баньші, Темні Женці, Павуки Варпу, Граві-платформа; Ясновидяча, Всевидюча рада; Граві-танк «Сокіл», «Вогняна призма», «Гадюка», Примарний страж; Аватар Кхейна.

### Багатокристувацька гра
У багатокористувацькій грі можна позмагатися з іншими гравцями чи штучним інтелектом, який симулює їх (так званий скірміш). Основи гри ті ж, що й у кампанії, але є змога обрати будь-яку расу і умови перемоги. Серед таких умов: знищити всі споруди і війська ворога, знищити лише головні споруди, знищити ворожого командира, захопити більше стратегічних точок, захопити більше критичних точок, захопити критичну точку першим. Кілька команд здатні перед початком гри об'єднатися задля спільної мети. В такому разі вони можуть пересилати одна одній ресурси. Залежно від обраної карти, в битві можуть брати участь від 2 до 8 команд.

## Сюжет
За сюжетом, командир Космодесантників Габріель Ангелос разом з бібліарієм Ісадором Айкішем прибувають на планету Тартарус, щоб забезпечити евакуацію населення від навали космічних орків. Він допомагає Імперській Гвардії, яку очолює полковник Брум, боротися з ворогами. Послідовно знищивши бази орків, Габріель розуміє, що ними хтось керував. Паралельно з'являються відомості про дивні смерті Космодесантників, а Ісадору чується голос невідомця, що переконує у самолюбстві Габріеля і обділеній увагою геніальності бібліарія. Габірель же не може забути того як піддав винищенню рідну планету Кірену, яка погрузла у єресі.
Скоро на планеті виявляють присутність елдарів, які проводять розкопки схованих в різних місцях древніх маяків. Тим часом з таємною місією прибуває інквізитор Тот і встановлює свої порядки. Він відкрито говорить Габріелеві, що ставить під сумнів його компетентність, зважаючи на дії на Кірені, та не допустить аби це повторилося на Тартарусі. Перемігши орків та елдарів, Космодесантники дістаються останнього маяка, де з'ясовується присутність на планеті третьої сили — Комодесантників Хаосу. Сили Хаосу на чолі з лордом Бейлом шукають зниклий тут 10000 років тому камінь Маледіктум, щоб використати його силу для своїх планів. Ісадор спокушається силою каменя і, бажаючи використати його для добра, зустрічається із прислужником Бейла на ім'я Сіндрі, котрому й належав чутий голос. Впевнений, що зможе протистояти впливу Хаосу, бібліарій, сам того не помічаючи, стає його слугою. Габріель розшукує та вбиває зрадника, хоч той в останню мить і розуміє свою помилку. Сіндрі також прагне отримати силу, тому залишає Бейла в критичний момент на вірну смерть від Космодесантників і тікає.
Тот відкриває, що знав про цілі Хаосу, але підозрював у зраді Габіреля, не помітивши відступництва Ісадора. Тепер, коли все зайшло надто далеко, лишається один вихід перемогти ворога — знищити Маледіктум легендарним молотом «Розщеплювач богів». Тот вручає Габрілеві молот і той, зібравши залишки своїх військ та об'єднавшись з силами елдарів кидає виклик величезній армії Хаосу. Та Сіндрі встигає використати камінь, ставши Князем Демонів. Кривава битва закінчується тим, що Габріель вбиває Князя Демонів і забирає Маледіктум. Інквізитор закликає Габріеля знищити камінь, але ясновидяча елдарів Маха говорить, що цим вони здійснять величезне зло, і переконує Габріеля віддати камінь їй. Ангелос постає перед непростим вибором, але зрештою розбиває Маледіктум. Ясновидяча на це говорить, що люди накликали на весь Всесвіт страшну небезпеку, між Космодесантом і елдарами знову спалахує ворожнеча. Тартарус ось-ось буде остаточно занурений у варп-шторм, викликаний присутністю Хаосу, тому всі, хто ще лишився на планеті, поспіхом її покидають.
Перед відходом Габріель бачить демона, який був заточений у Маледіктумі. Демон розповідає, що всі загиблі на цій планеті були жертвами йому, необхідними для пробудження і саме Габріель і його війська принесли їх найбільше. Габріель, сам не підозрюючи цього і діючи з найкращих мотивів, виявився найкращим слугою зла. До того ж, саме він розбив камінь і вивільнив демона у найбільш підходящий момент, за що демон дарує Габріелеві життя і наказує сповістити всім про своє повернення. Габріель на це відповідає, що не боїться його і буде готуватися до наступної зустрічі, за якої знищить демона. Після цього він покидає Тартарус з рештою Космодесантників.

## Доповнення
Після успішного виходу оригінальної гри розробники випустили три доповнення:
- Winter Assault (2005) — в грі з'явилися нові сторони: Імперська Гвардія та некрони. Останні відіграють важливу роль в сюжеті, але можливість пограти за них дається тільки в наступному доповненні. В кампанії Космодесантники також не є грабельною фракцією, але є союзниками. Дія переносяться на льодяну планету Лорн-5, куди вже висадилися Хаос, орки та елдари. Кожна з них переслідує одну мету — знайти і відремонтувати втрачену тут Імперіумом бойову машину, титана класу «Імператор». У доповненні є дві кампанії: «добра» (Імперська Гвардія, Космодесант і елдари) та «зла» (орки та Хаос).
- Dark Crusade (2006) — друге за рахунком доповнення до гри, де події відбуваються на планеті Кронус. У протистоянні беруть участь сім рас, де гравцеві належить вибрати одну з них і підкорити всю планету, повністю знищивши ворогів. Тут додався покроковий режим завоювання, в рамках якого відбуваються бої реального часу. Новими расами стали імперія Тау і некрони.
- Soulstorm (2008) — третє доповнення, де з'являються ще дві нові раси: Темні елдари і Сестри битви. Таким чином загальна кількість рас досягає дев'яти. Важливим оновленням стала поява авіації в кожної з рас, а дії розвиваються не на одній планеті, а відразу на чотирьох і їх супутниках.

## Розробка
Ідея гри зародилася при обговоренні компанії THQ з генеральним менеджером Relic Роном Моравеком який проєкт стане наступним після Impossible Creatures (2002) і якими ліцензіями компанія володіє. Було вирішено скористатися ліцензією на створення відеоігор за Warhammer 40,000, до того ж серед працівників THQ було чимало фанатів настільної Warhammer 40,000. Початкова концепція вже передбачала чотири грабельні армії (Космодесант, орки, елдари, Космодесант Хаосу) та можливість «розфарбовування мініатюр». Через великий вибір армій в настільній грі ці чотири було обрано як найяскравіші (на той час). Гра задумувалася покроковою, але, зважаючи на невеликі успіхи SSI у створенні таких ігор за Warhammer 40,000, було ухвалено рішення зробити гру стратегією в реальному часі, подібною боями на Total War. При цьому вона, названа Dawn of War, мала на відміну від ігор SSI орієнтуватися на широку публіку, не знайому з настільним втіленням вигаданого всесвіту.
Узгодивши набір армій, розробники почали вибір юнітів у спробі створити оптимальний набір. Це створило низку труднощів, з одного боку через різноманітність військ та їх озброєння в настільній грі, з іншого — через складність реалізації обраних видів бійців і техніки. На етапі написання коду найбільші складнощі виникли з розробкою системи бойового духу. На дух впливало багато факторів, такі як рельєф і ворожа зброя, але розробники не стали спрощувати цю систему.
Games Workshop схвалювали розробку і сприяли їй. Найважливішим розробники визнавали передачу атмосфери похмурого майбутнього та масштабних запеклих битв. Ідея ввести ресурси та стратегічні точки виникла з бажання спонукати гравців до експансії та активної боротьби. При цьому такий підхід спочатку не схвалювався, поки не були вигадані не конкретні, а абстрактні ресурси. «Ми просто не могли собі уявити щоб Космодесантник ішов рубати ліс» — згадував про це провідний дизайнер Dawn of War Джей Вілсон.
На E3 2004 Dawn of War було високо оцінено за якість графіки, стала відома орієнтовна дата випуску — осінь того ж року. Гра увійшла до стадії бета-тестування в червні 2004 року.THQ і Relic стали співпрацювати з FilePlanet для організації тестування. На початку вересня розробка остаточно завершилася і Dawn of War почала копіюватися для продажу.

## Оцінки й відгуки
| Агрегатор    | Оцінка                        |
| ------------ | ----------------------------- |
| GameRankings | 87% (засновано на 65 оглядах) |
| Metacritic   | 86% (засновано на 51 огляді)  |

| Видання                    | Оцінка  |
| -------------------------- | ------- |
| Game Informer              | 9.25/10 |
| GamePro                    | 5/5     |
| GameSpot                   | 8.8/10  |
| GameSpy                    | [ 15 ]  |
| IGN                        | 8.8/10  |
| PC Gamer (Велика Британія) | 91%     |

В цілому Dawn of War була добре прийнятий критиками, заробивши середню оцінку 86/100 від Metacritic і 87/100 від Game Rankings. Найбільше схвалення отримували різноманітні і збалансовані фракції та юніти, блискуче представлення, зокрема, висока якість анімації юнітів і користувацький інтерфейс.
Одним з перших оглядачів були IGN, які дали грі 8,8 / 10, зокрема, хвалячи високий рівень графіки та деталізації анімації. Вони також назвали скірміш і мультиплеєр як одні з найсильніших сторін гри. Gamespot прийшов до аналогічних висновків, зокрема похваливши відкриваючу кат-сцену гри та аудіо.
З іншого боку, частиною гри, яка зазнала критики, була одиночна кампанія, яку багато рецензентів схарактеризували надто короткою і легкою. Ще одною слабкою частиною називався брак оригінальності в геймплеї. Тим не менше, ці недоліки вважалися незначними, IGN підсумувала свою рецензію: «Ніщо в геймплеї не здивує кого-небудь (хоча введення поповнюваних загонів дуже майстерне), але це не особливо важливо... Relic чудово впоралися зі створенням великого зразка розваг». Французький сайт Jeux PC дав грі 16 з 20, зокрема хвалячи простоту інтерфейсу користувача та інтенсивність боїв. Німецький оглядач Даніель Мачієвський оцінив гру 83 з 100, окремо відзначивши користувацький інтерфейс і звук, але визначив кампанію і ШІ, як слабкі аспекти.
Сайтом PC Gamer у 2023 році Dawn of War визнана найкращою відеогрою за Warhammer 40,000.

### Нагороди
4Players
- 2004 — Гра року на ПК з найкращим мультиплеєром (англ. Best PC Multiplayer Game of the Year)

Computer Gaming World
- Березень 2005 — Стратегічна гра року (В реальному часі) (англ. Strategy Game of the Year (Real-Time))
- Найкраща відкриваюча кат-сцена року (англ. Best Opening Cut-Scene of the Year (Real-Time))

GameSpy
- 2004 — Гра року на ПК (англ. PC Game of the Year)
- 2004 — Найкраще використання ліцензії року (ПК) (англ. Best Use of License of the Year (PC))[23]

## Супутня продукція
- «Warhammer 40,000: Dawn of War» (2004) — роман-новелізація Кассерна Себастьяна Гото, який глибше переповідає історію, подану в грі. Став першим твором в однойменній книжковій серії[24].

## Інше
- Для екранів завантаження перед битвами в кампанії використовувалися фрагменти карт земних материків. Тому можна побачити карту, де зображені (в правому нижньому куті) територія України та узбережжя Чорного і Каспійського морів. Те саме можна побачити на поверхні планети Меридіан в Warhammer 40,000: Dawn of War II[25].
- Попри поширену думку, орден Кривавих Воронів не був придуманий саме для цієї гри, а був обраний з-поміж маловідомих орденів у списку для настільної Warhammer 40,000[26].
- У грудні 2024 року спілка перекладачів "СТОЯТИ Team" випустила українську локалізацію гри, де було локалізовано не лише текст, але й озвучено усі репліки персонажів. До роботи над дубляжем були залучені відомі українські YouTube-блогери[27].